# 拳銃天使
『拳銃天使』（けんじゅうてんし）は手塚治虫による日本の漫画作品。1949年に東光堂から出版された。日本の児童漫画で初のキスシーンを描いており、発表時にはマンガを批判していた人たちを中心に大きな反発があった。

## 概要
手塚治虫による初の西部劇漫画。
物語の中ほどで、登場人物の男女によるキスシーンが描かれる。これは日本の児童漫画では初のキスシーンとなる。このキスシーンに対し、京都のPTAの会長から「こんなハレンチな漫画を描く手塚という男は、子供に害毒を流す敵である」、共産党員を自称する読者からは「（手塚は）売国奴、すぐ処罰すべし」といった批判や脅迫めいた手紙を受け取ったり、新聞で特集が組まれて大論争を巻き起こした。
本作は西部劇であるが、手塚は西部劇の知識がほとんどなく、1948年に日本公開されたアメリカ映画『悪漢バスコム』を参考にしたと語っている。

## 登場人物
モンスター
インディアンの若者。
ハム・エッグ
町を牛耳る悪徳保安官。
ジム
町に住む少年。病気の母を看病していたが、ハム・エッグのモンスター追討に駆り出され、捨て駒にされる。
アンナ
大金持ちサットンの姪。